# صموئيل لي (سياسي)
صموئيل لي (بالإنجليزية: Samuel Lee)‏ هو قاضي وسياسي أمريكي، ولد في 28 مارس 1756 في كونكورد في الولايات المتحدة، وتوفي في 3 مارس 1805.